# Utetes
Utetes är ett släkte av steklar som beskrevs av Förster 1862. Utetes ingår i familjen bracksteklar.

## Dottertaxa tillUtetes, i alfabetisk ordning[1][2]
- Utetes aciurae
- Utetes acustratus
- Utetes aemulator
- Utetes aemuloides
- Utetes aemulus
- Utetes africanus
- Utetes albimanus
- Utetes albipus
- Utetes alutaceus
- Utetes alutacigaster
- Utetes anaximandri
- Utetes anaximenis
- Utetes angitempus
- Utetes annularis
- Utetes arcithorax
- Utetes arunus
- Utetes barbieri
- Utetes beckeri
- Utetes bianchii
- Utetes buloloensis
- Utetes canaliculatus
- Utetes castaneus
- Utetes caudatus
- Utetes cheesmanae
- Utetes clavifemoralis
- Utetes complicator
- Utetes contrarius
- Utetes coracinus
- Utetes curtilosus
- Utetes curtipectus
- Utetes cutens
- Utetes esotericus
- Utetes extendithorax
- Utetes fasciatus
- Utetes fischeri
- Utetes frequens
- Utetes froggatti
- Utetes fukuensis
- Utetes fulvicollis
- Utetes fulvifacies
- Utetes gahani
- Utetes grahamstownensis
- Utetes gregori
- Utetes gregoriformis
- Utetes hypersimilis
- Utetes imitabilis
- Utetes indianus
- Utetes infernalis
- Utetes itatiayensis
- Utetes iturupi
- Utetes juniperi
- Utetes kamogobesus
- Utetes kenyaensis
- Utetes kurentzovi
- Utetes lectoides
- Utetes lemkaminensis
- Utetes longiorifemur
- Utetes longipalpalis
- Utetes lukuganus
- Utetes maehongsonensis
- Utetes magnus
- Utetes malivorellae
- Utetes manii
- Utetes mediorufus
- Utetes mediosulcatus
- Utetes melanosoma
- Utetes microtempus
- Utetes mudigerensis
- Utetes muhavuranus
- Utetes nairobicus
- Utetes natalicus
- Utetes neogregori
- Utetes nepalensis
- Utetes nocturnus
- Utetes notaulicus
- Utetes obvious
- Utetes ochropus
- Utetes ochrosoma
- Utetes orbiculiventris
- Utetes ornatus
- Utetes palawanus
- Utetes parempus
- Utetes parvifactus
- Utetes parvifossa
- Utetes perkinsi
- Utetes peruicola
- Utetes pestes
- Utetes phongsalyensis
- Utetes pilosidorsum
- Utetes pilosisoma
- Utetes postaxillaris
- Utetes posticatae
- Utetes precursorius
- Utetes pronoticus
- Utetes propecoracinum
- Utetes prophylacticus
- Utetes provancheri
- Utetes pseudonepalensis
- Utetes pteridiophilus
- Utetes punctinotorius
- Utetes pygmisoma
- Utetes rhodopensis
- Utetes richmondi
- Utetes robsonensis
- Utetes rosae
- Utetes rosicola
- Utetes rotundiventris
- Utetes ruficeps
- Utetes rugigaster
- Utetes rutshuranus
- Utetes sanguanus
- Utetes sauteri
- Utetes schlingeri
- Utetes selkirksensis
- Utetes semifusus
- Utetes signatarius
- Utetes signatigaster
- Utetes similifactus
- Utetes sinebasi
- Utetes somaliacola
- Utetes subangulatus
- Utetes subochrosoma
- Utetes sulcinotum
- Utetes sumbawaensis
- Utetes sumodani
- Utetes suppurus
- Utetes surrubresanus
- Utetes tabellariae
- Utetes tarasi
- Utetes tentorialis
- Utetes terraereginae
- Utetes testaceus
- Utetes tolerans
- Utetes tomoplagiae
- Utetes topali
- Utetes townesianus
- Utetes traventatus
- Utetes trichomaticus
- Utetes trisulcatus
- Utetes trisulcus
- Utetes truncatus
- Utetes unguipus
- Utetes unus
- Utetes ussuriensis
- Utetes valens
- Utetes wamenaensis
- Utetes wauanicus
- Utetes vogelkopensis
- Utetes zelotes